# Divjakë-Karavasta Nationalpark
Divjakë-Karavasta Nationalpark (albansk: Parku Kombëtar Divjakë-Karavasta) er en nationalpark i det vestlige Albanien, der ligger på Myzeqe-sletten i umiddelbar nærhed af Adriaterhavet . Parken har et areal på 222,3 km2 og har interessante områder som vådområder, saltmarsk, strandeng, flodsletter, rørsump, skove og flodmundinger. Parken har en stor mangfoldighed af fugle og plantearter, og er blevet opført som et vigtigt fugleområde (IBA) og som et planteområde af international betydning.
Karavastalagunen er blandt de største i Middelhavet og er blevet anerkendt som et vådområde af international betydning og er udpeget som Ramsarområde. Det er adskilt fra Adriaterhavet af en stor strimmel af sand og blev dannet af sedimenterne fra floderne Shkumbin og Seman.  Parken ligger tæt ved havet og har middelhavsklima.
Den særlige klima har fremmet udviklingen af en divers flora og fauna af stor kvalitet. Med hensyn til biogeografi falder det helt inden for de illyriske løvskoves terrestriske økoregion i de palearktiske middelhavsskove, skovområder og kratbiom.  Faunarigdommen afspejles i listen over mange arter og underarter, der er registreret med 228 fuglearter, 25 arter af pattedyr, 29 krybdyrarter og 29 arter af amfibier. Parken er mest kendt for at byde på 5% af verdens bestand af den globalt truede og ekstremt sjældne krøltoppede pelikan .
Vådområderne og sumpene byder på en rigdom af alger og tætte frøplanter og græsser . Skovene består af en blanding af forskellige arter af løvfældende, nåletræer og andre træer i floddalene og langs kysten. Skovene er vigtige, fordi de giver ly for et stort antal dyr, herunder rød ræv, guldsjakal og rådyr .
Parken giver vigtig gydeplads for økonomisk værdifulde fiskearter, der udnyttes af et lokal fiskeri kooperativ.
Imidlertid er et nyt feriekompleks projekteret inde i parken blevet foreslået af byggegiganten Mabetex, der ejes af den kosovo-albanske forretningsmand Behgjet Pacolli, men under stærk modstand fra miljøforkæmpere og lokale myndigheder.

## Geografi
Divjakë-Karavasta Nationalpark ligger på den sydøstlige bred af Adriaterhavet. Den har et areal på 222,3 km2 i præfekturet Fier i det sydvestlige Albanien, og udgør en betydelig del af den albanske Adriaterhavskyst. Den nærmeste by til parken er Divjakë dere ligger øst for parken. Den cirka 35 kilometer lange kystlinje er relativt flad og løber fra mundingen af Shkumbin til mundingen af Seman .
Parkens mandat omfatter beskyttelse af lagunen i Godulla og Karavasta samt flodmundingerne fra Shkumbin i nord og Seman i syd. Vandene i parken påvirkes af tilstrømningen i de floder, som bringer sand, silt og skaller, som danner adskillige små øer og smalle spidser. På grund af disse aflejringer er lagunebunden relativt glat og flad med lav saltholdighed og en høj mængde biomasse, der i væsentlig grad påvirker lagunernes farve.

Floden Shkumbin begynder ved den østlige del af i Valamarabjergene i præfekturet Korçë . Ved Gryka e Shkumbinit bryder floden, der indtil da var fanget i en smal dal, gennem Skanderbeg-bjergene og kommer ind i kystregionen i den nordlige del af parken, hvor den strømmer ud i Adriaterhavet. Floden Seman begynder ved sammenløbet af floderne Osum og Devoll også i Korçë. Dens flodmunding, der ligger i den sydlige del af parken, er sumpområde med damme og småsøer.

## Biodiversitet

### Flora
Med hensyn til plantegeografi, hører Divjakë-Karavasta nationalpark til i de illyriske løvskove terrestriske økoregion i de palearktiske middelhavsskove, skovområder og krat biom. Kombinationen af forskellig geologi, hydrologi og specifikke klimatiske forhold på parkens område har bestemt den betydelige mangfoldighed af arter og levesteder, hvoraf mange har national bevaringsbetydning.
Kyst- og sandklitter findes overvejende langs kysten af havet samt flodmundinger og laguner. De giver et unikt planteliv og en sund population af små dyr og insekter. Dette økosystem repræsenterer et sparsomt dække med lidt salttolerante græsarter for at stabilisere klitterne. Græsdensiteten øges, når klitterne bliver mere stabile.
Parkens skove er forskellige, lige fra nåletræer til løvfældende træer blandet med overdrev. En stor del af skovressourcen ligger primært i det nordlige hjørne af Karavastalagunen mellem sandstrande og flodmundingen af Shkumbin . Fyrretræer forbliver et stadig mere dominerende træk ved parken repræsenteret af arter som aleppofyr og pinjer.  Andre arter af træer i parken blandt enebær, pil, egetræ, el, elm og asketræer.

### Fauna
De mange forskellige typer levesteder og den store tilgængelighed af vand, har resulteret i en mangfoldig fauna . der er registreret 228 fuglearter, 25 arter af pattedyr, 29 arter af krybdyr og 29 arter af amfibier i området.
Blandt de 228 arter af hjemmehørende og trækkende fugle, er næsten 15 arter er globalt truede. Det repræsenterer muligvis den mest betydningsfulde og vigtige økologiske værdi af parken. Det beskyttede åbne vand i vådområderne og de udvendige kyster giver rasteområder for trækfugle på vej mellem Europa og Afrika gennem Adriaterhavets trækrute.   Måske er den mest ikoniske fugl den sårbare og ekstremt sjældne krøltoppede pelikan. Den er endemisk i lagunen Karavasta, som er det eneste kystnære ynglested for denne art langs Adriaterhavet og Det Joniske Hav.
Den store mangfoldighed af økosystemer giver også levesteder for 25 arter af pattedyr i de tætte skove og krat. De er ikke så lette at observere, fordi de altid gemmer sig eller løber væk når der kommer mennesker. Grænsefladen mellem eng og skov foretrækkes også af mange dyrearter på grund af nærheden af åbne områder til føde og dækning til beskyttelse. Skovene giver tilflugt for den sjældne guldsjakal og den globalt truede røde ræv, som er den mest almindelige og udbredte ræveart i verden. Sumpene og skovarealerne indeholder også et antal truede arter såsom rådyr og odder.

## Galleri
|           |
| Fiskerhus |

|                  |
| Karavastalagunen |

|           |
| Skovnatur |

|                               |
| Turist- og informationscenter |

|             |
| Udsigtstårn |

|         |
| Klitter |